# Makrofili
Makrofili är en parafili som innebär sexuell attraktion till jättar eller till personer som är betydligt större och längre än personen själv, oftast ingår även att personen med denna parafili gillar att bli sexuellt dominerad. Denna parafili förekommer oftast hos män, då de gillar att föreställa sig att de har sex med jättinnor. Hos vissa personer anses denna parafili ha fått sitt ursprung under barndomen då personen känt sig överväldigad efter att ha blivit dominerad av en dominant och/eller sadistisk förälder, misshandel under barndomen kan också vara en orsak till parafilin.
Macrophilia betyder älskare av större.